# Michaelisfriedhof (Lüneburg)

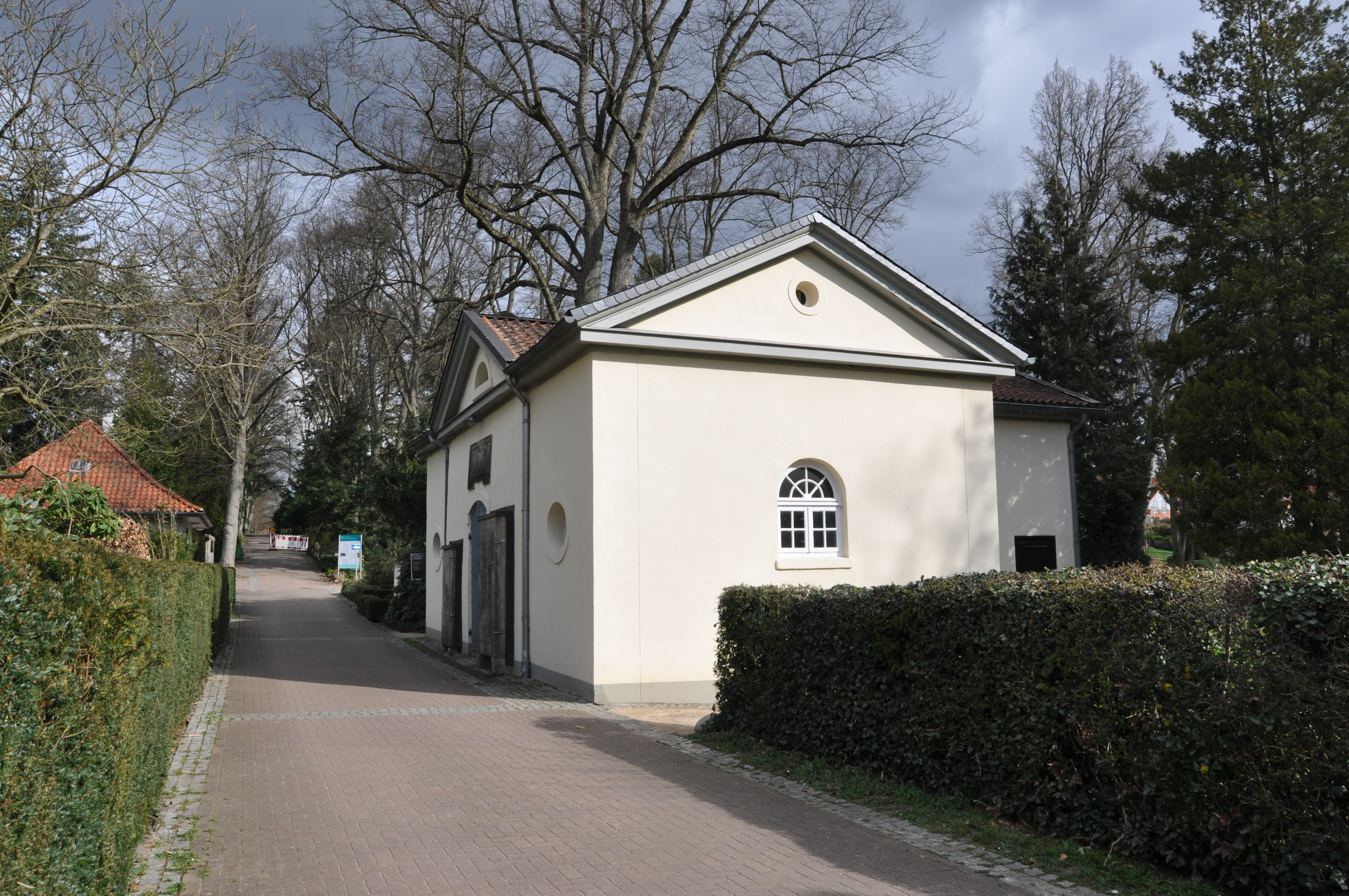
Kapelle und Sanitäranlage am Hauptweg nahe der Lauensteinstraße

Der Michaelisfriedhof oder Michaelis-Friedhof an der Lauensteinstraße 41 ist ein um 1650 angelegter und heute denkmalgeschützter Friedhof. Die anfangs Neuer Friedhof genannte, mit ihrer Einfriedungsmauer auch städtebaulich bedeutende Anlage der ehemaligen Klosterkirche St. Michaelis gilt mit ihrem alten Baumbestand und zahlreichen erhaltenen Grabmalen prominenter Bürger ab dem 17. Jahrhundert als wichtiges Zeugnis der Sepulkralkultur Lüneburgs.

## Bedeutende Grabstätten (Auswahl)

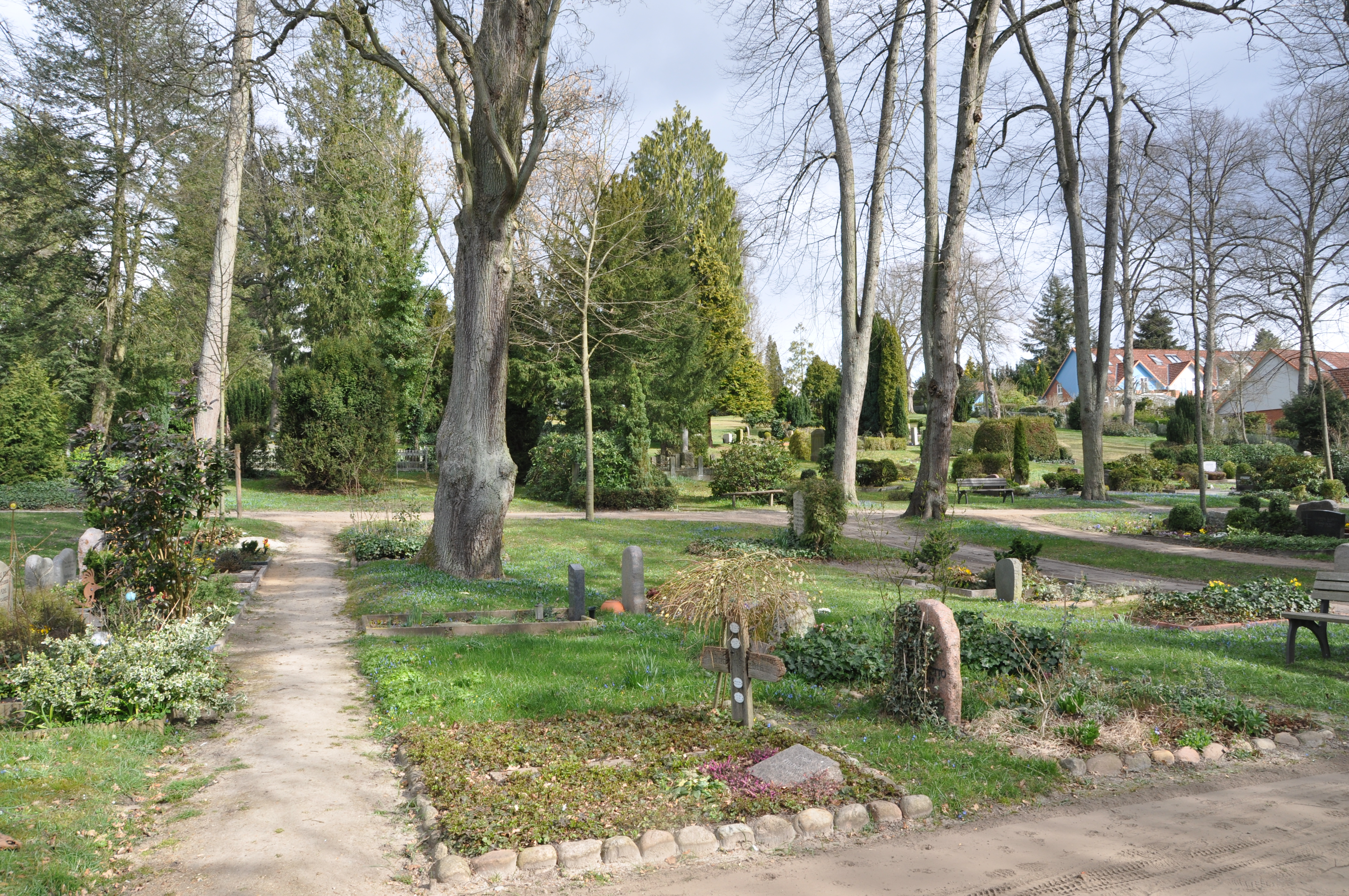
Blick über eines der Gräberfelder

Neben zahlreichen Familiengrabstätten findet sich in den Grünanlagen im Norden des Friedhofs ein Gräberfeld mit 243 Toten, die am 22. Februar und am 7. April 1945 während der Luftangriffe auf Lüneburg zu Tode kamen; sowie das Grabmal für den Lüneburger Oberbürgermeister Otto Lauenstein.